# Punta Nordend
La Punta Nordend (4.609 m) è la seconda vetta, in ordine di altezza, del gruppo del Monte Rosa nelle Alpi Pennine, la quarta dell'intera catena alpina e la più alta della Regione Piemonte.

## Caratteristiche

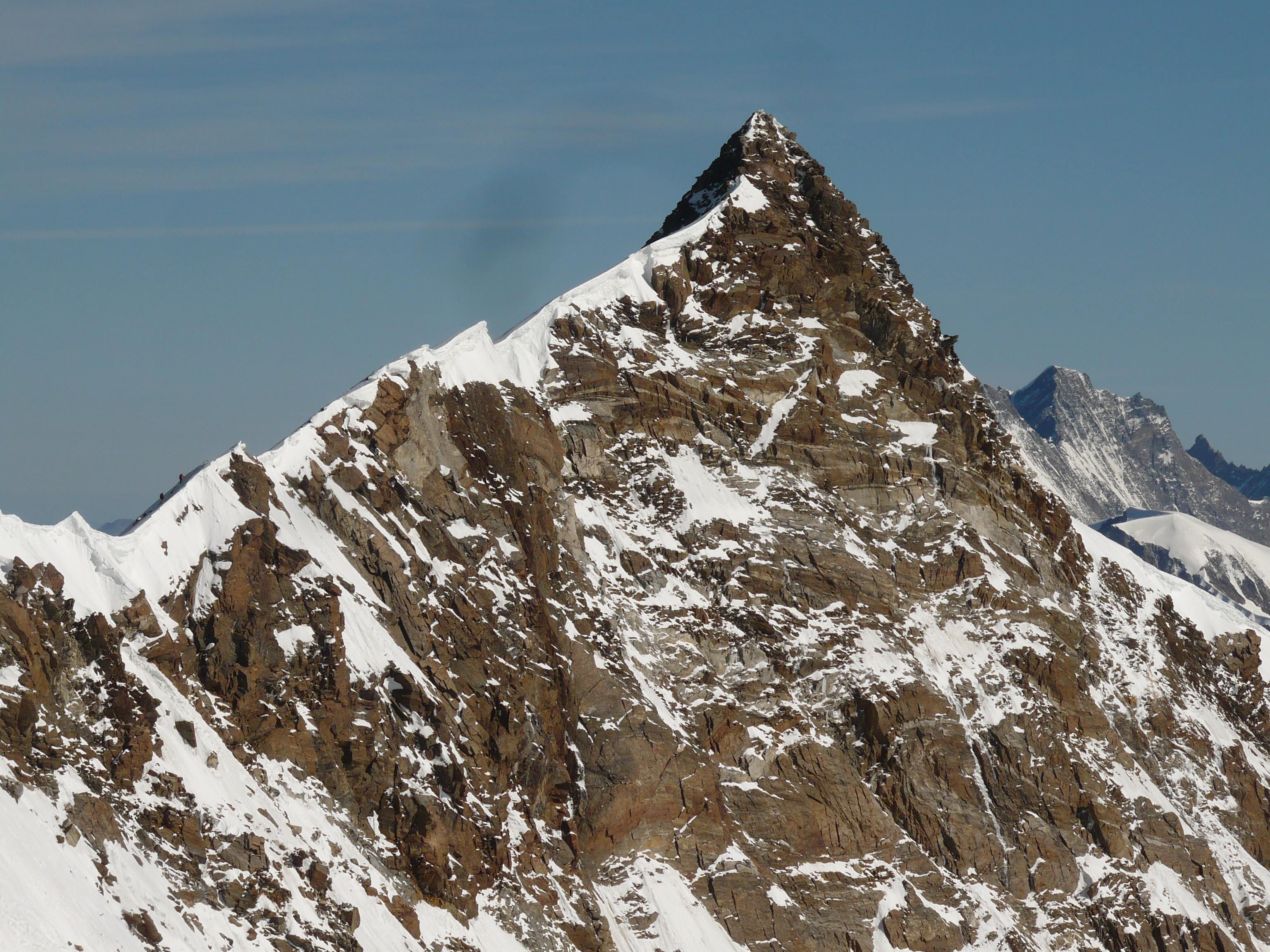
Versante sud visto dalla Punta Zumstein.

Si trova a nord della Punta Dufour (4.634 m) ed è la più appartata e meno visitata dagli alpinisti tra quelle del massiccio del monte Rosa.
La montagna si presenta con due creste principali. Una scende verso sud e, passando attraverso la Sella d'Argento arriva alla Punta Dufour; la seconda, detta Cresta di Santa Caterina, continua verso nord abbassandosi ed arrivando allo Jägerhorn. Il versante orientale precipita su Macugnaga mentre quello occidentale digrada più dolcemente ammantato dal ghiacciaio.

## Prima ascensione
La prima ascensione fu compiuta il 26 agosto 1861 da F.T. ed Edward N. Buxton, J.J. Cowell e Michel Payot, per la cresta sud-sud-ovest.
La prima ascensione invernale fu compiuta il 9-10-11 Febbraio 1967 da Felice Iacchini (Capoguide), Luciano Bettineschi, Carlo Iacchini, Michele Pala e Lino Pironi per la cresta Santa Caterina.

## Ascensione alla vetta

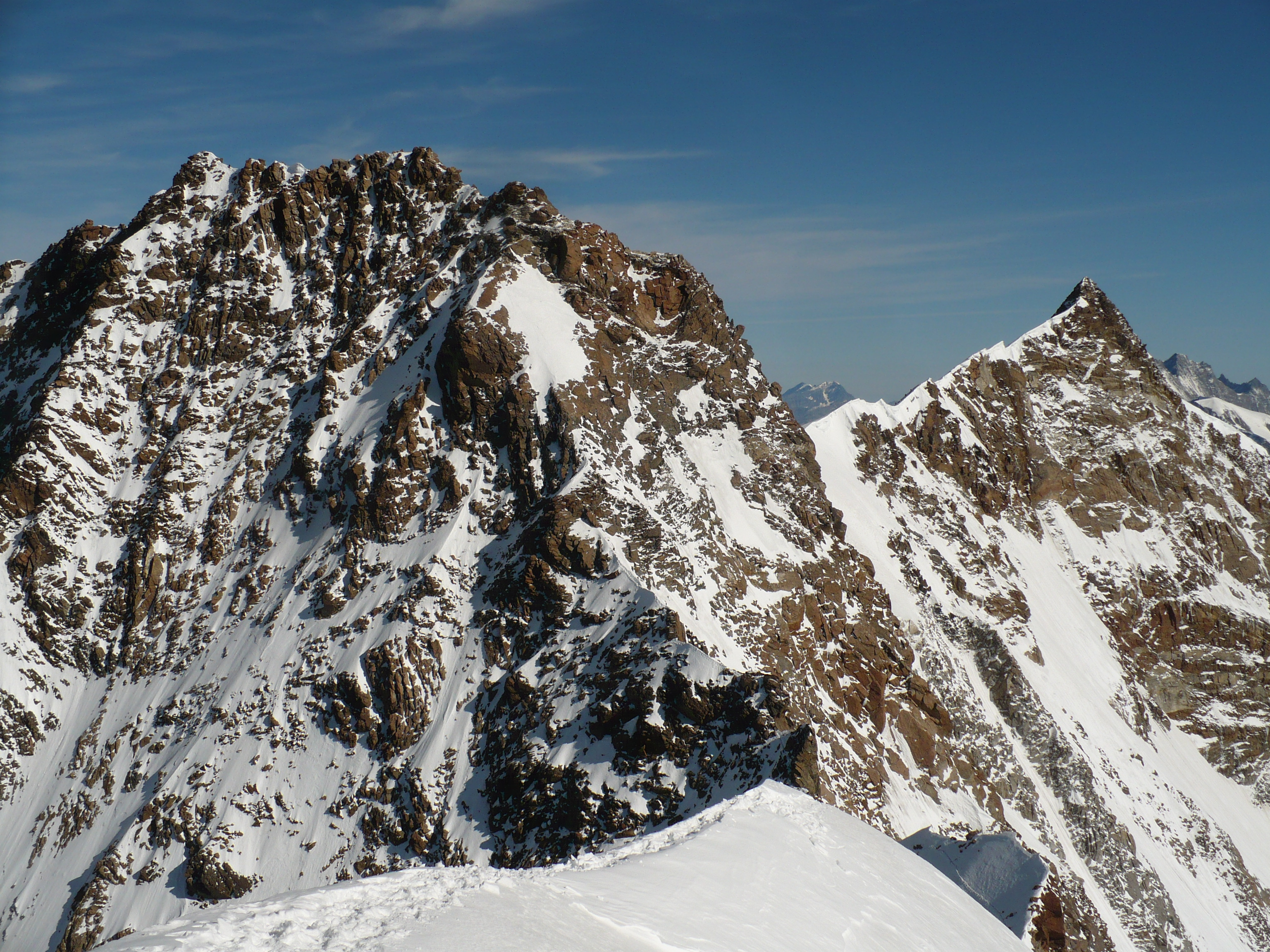
La Punta Dufour (a sinistra) e la Punta Nordend (a destra) viste dalla Punta Zumstein.

Dalla Valsesia o dalla Valle d'Aosta l'accesso alla Punta Nordend può avvenire partendo dalla Capanna Regina Margherita. Si raggiunge la meta scavalcando la Punta Zumstein e la Punta Dufour con un percorso lungo ed impegnativo che percorre creste molto affilate in alta quota.
Dal Vallese svizzero (comune di Zermatt) l'ascensione inizia dal rifugio Monte Rosa Hütte (2.795 m). Si risale facilmente il Ghiacciaio del Monte Rosa (in tedesco Monte Rosagletscher) fino al colle detto Sella d'Argento (4.517 m) che separa la Punta Dufour dalla Punta Nordend; seguendo la cresta affilata senza particolari difficoltà si raggiunge la vetta.
Si può salire la difficile Cresta di Santa Caterina partendo dal Bivacco Città di Gallarate.